# 中世纪文学
中世纪文学是指欧洲各国中世纪时期的文学。在史学上，一般认为中世纪是指从公元450年左右罗马帝国衰亡到15世纪文艺复兴之间约1000年的时间。其思想文化上的主要特征是天主教会的势力强大，基督教神学影响到包括文学、艺术、音乐在内的一切艺术形式。
西方学术界对中世纪文学的认识和评价经历了一个转变的过程。在19世纪以前，人们普遍认为中世纪文学是辉煌的古希腊古罗马文学和发端于意大利的文艺复兴文学之间的低谷。这期间经济停滞、倒退，政治反动，蒙昧主义猖獗，文学成为神学的附庸。但19世纪早期的浪漫派作家们在中世纪哥特文化中看到了理想主义、英雄主义、对精神的崇尚和对女性的赞颂，中世纪文学得以重新发掘，并被认为是西方文学史上最重要的流派。

## 概述
中世纪早期的欧洲经历了巨大的社会动荡。发源于斯堪的纳维亚的日耳曼诸部反复南进，逐渐定居到现在的英国、意大利、法国、德国等地；源于亚洲的斯拉夫各部迁徙到今日东欧、南欧等地；7世纪信仰伊斯兰教的中东帝国逐渐崛起，不断侵扰地中海沿岸地区。这些民族迁徙在带来频繁战乱的同时，也促进了欧洲各人种、各民族的融合，使得欧洲形成一种空前整齐划一的文明特性：以罗马天主教会为核心，以拉丁语为书面语言、以封建采邑制度为社会体制。
中世纪盛期的欧洲已摆脱遭受外来侵略的境地。一方面，天主教会成为欧洲勿庸置疑的统治力量，以拉丁语写出的宗教文学是中世纪文学的主流。基督教文学融合了欧洲本土文化和希伯來文化，为西方文学的发展带来了东方元素。另一方面，通过十字军东征、对外贸易的恢复，欧洲成为地中海东部另人生畏的势力。商业和贸易的复兴导致城镇及现代资产阶级的前身市民阶层的诞生，具有近代文学雏形的市民文学形成规模，和僵化的天主教会文学分庭抗礼。教会文学和世俗文学虽彼此抵触，却共同构成了整个中世纪文学发展的格局。
尽管中世纪各阶段彼此有许多相异之处，但始终保有一个基本的共同点，即以神的存在来解释宇宙、世界和人，基督教始终是这一千年中社会变迁的最重要的因素。尽管在很多时候基督教文明钳制和扼杀了世俗文化的发展，但也正是基督教文明在欧洲社会四分五裂、互相斗争的时候以空前强大的道德力量维持并传承了欧洲的统一信仰和价值。但不可否认的是，和活泼的市民文学相比，教会文学无疑是程式化、平庸的。
中世纪文学的发展依社会变迁的轨迹可以分为三个阶段。从罗马帝国衰亡至公元1000年为早期，是封建社会的形成时期，也是基督教的先哲们确立教会文学规范的年代；从1000年至1300年为兴盛期，市民文学开始崛起，英雄史诗大量出现；从1300年至15世纪是衰落期，以意大利文艺复兴的出现为终结。

## 宗教文学
中世纪欧洲宗教文学作品数量庞大且种类繁多。《圣经》高居神授人录的宝座，自然是其中最重要的。中世纪通行的《圣经》是诸多神学家反复编纂和修订而成的，以拉丁语（天主教会）和希腊语（东正教会）写就。《圣经》由《旧约》和《新约》两部分组成，在整个中世纪统摄着一切文化活动。《圣经》的版本非常多，著名的包括《七十贤士译本》和《西乃抄本》等。这些不同版本的圣经内容往往存在不同程度的差别。9世纪初时罗马教会编纂的《武加大譯本》成为天主教的法定本《圣经》。在16世纪宗教改革时期，《圣经》被大量译成各种其他语言。

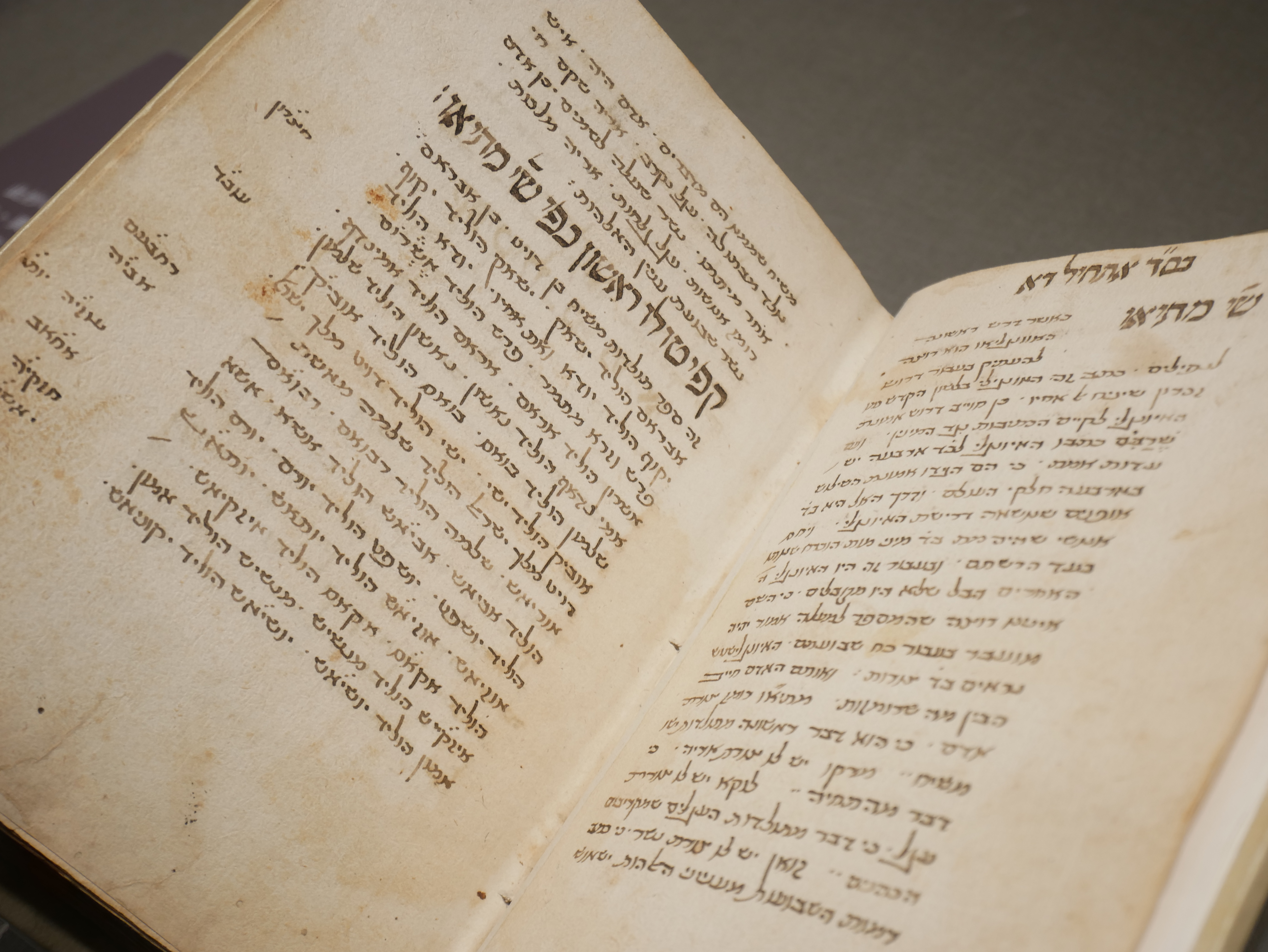
希伯來文新約聖經

中世纪大部分宗教文学都是在圣经故事和使徒行传的基础上扩充的，价值不大。相反，一些基督教的神学家的宗教著述丰富了宗教文学的内涵。圣奥古斯丁被认为是基督教的先哲之一，他的著述在中世纪广泛流传，最重要的是具有自传性质的《忏悔录》与宗教著作《上帝之城》。尽管其中大量充斥着对上帝的虔敬溢美之词，但这两部作品在西方文学上都起到了开风气的重要作用。另一位著名神学家圣托马斯·阿奎那的《神学大全》和《反异教大全》虽然是神学范畴，却有很多哲学上的深刻见地，在文学理论上也有一定贡献。西班牙神学家贡萨洛·德·贝尔塞奥是学士诗的鼻祖，一生创作了许多圣母赞歌。他的文风简练，很少使用拉丁语中冗繁的修辞。代表作品《圣母显圣记》。
中世纪宗教文学中最为盛行的题材是宗教剧，这也是教会普及宗教知识、煽动宗教情绪最有效的方式，内容也往往乏善可陈。法国、英国、德国等地宗教节日上都有宗教剧演出。出于宣传的需要，这些宗教剧大多摒弃拉丁文，而采用各国的地方性语言，演出的地点也逐渐移至教堂之外的世俗社会，宗教剧是欧洲近代戏剧的雏形。

## 英雄史诗

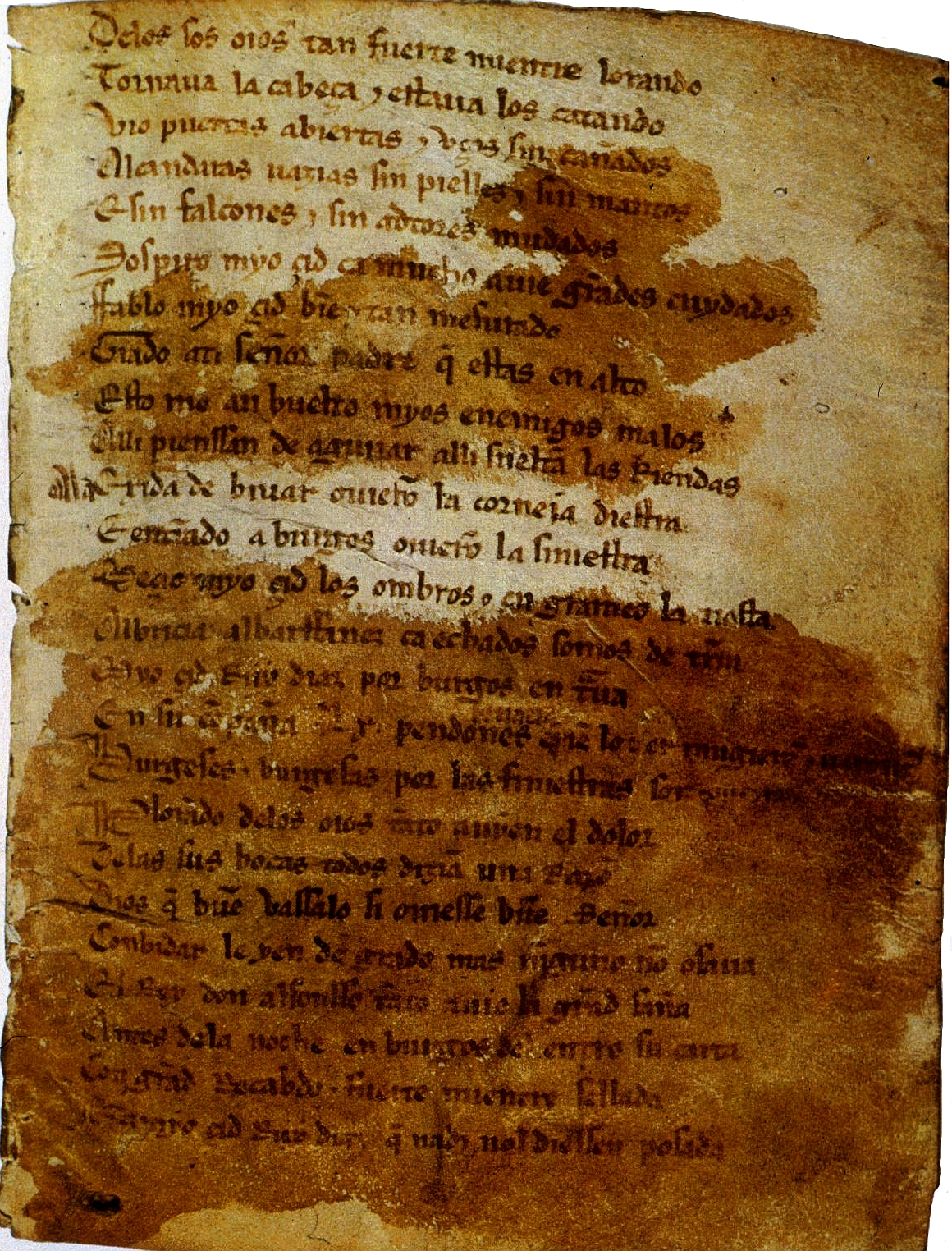
关于中世纪文学的文章

中世纪欧洲是英雄史诗极度繁荣的时期，许多国家、民族最早的史诗都在这一时期出现。
这一时期的英雄史诗大致可分为两类，一类反映蛮族各部落处于氏族社会末期的生活，这些民族尚未被封建化，也未受基督教影响，代表作包括日耳曼人的《希尔德布兰特之歌》、盎格魯-撒克遜人的《贝奥武甫》（一译《贝奥武夫》）以及冰岛的《埃达》和《萨迦》。这类史诗和荷马史诗同是氏族社会末期的产物，都歌颂部落英雄，以神话传说或历史人物事件为依据，神干涉人的命运，人对诸神逐渐失去敬仰。日耳曼民族的英雄史诗数量极多，但由于都是基于口头流传的方式，作者往往已经不可考稽。《贝奥武甫》是迄今所知的最古老的英国叙事诗，全诗共3182行，保留得相对完整，作者已经无法考证。《希尔德布兰特之歌》则是古代高地德语文学中最古老、最具价值的杰作，现在只存流下来残稿两页，共68行。
冰岛的英雄史诗《萨迦》和《埃达》是中世纪斯堪的纳维亚文学的代表之作，记录了北欧地区的神话故事和英雄传奇故事。北欧的神话和传说自成体系，和希腊神话一样富有魅力。在维京时代被南侵的丹麦和挪威人带到西欧和南欧，并与罗曼人和盎格鲁萨克逊人的神话传说融合。英格兰的《贝奥武夫》就取材于北欧神话。
由于这一类史诗具有异教精神，所以受到天主教会的严重摧残，许多史诗都被焚毁。
另一类史诗虽然也以歌颂英雄为主，但表现的却是欧洲各民族高度封建化以后的产物，原始神祇逐渐消失，封建君臣、主仆关系和骑士制度的痕迹则得以体现，在基督教的影响下，英雄们的壮举往往表现为反对异教徒的斗争。这类史诗的代表作包括法国的《罗兰之歌》、西班牙的《熙德之歌》、德国的《尼伯龙根之歌》和古罗斯的《伊戈尔远征记》等，其中《罗兰之歌》是此类史诗中最重要的作品。史诗问世于12世纪的法国，却直到19世纪才被发现。史诗以盎格鲁-诺曼底方言写成，以十字军东征为背景，是一个典型的表现爱国忠君主题的故事。《罗兰之歌》在中世纪地位极高，已经成了西欧封建社会理想英雄形象的象征。

## 骑士文学
骑士文学是欧洲骑士制度的产物，也是中世纪欧洲特有的一种文学现象。欧洲的封建制度等级森严，小的封建主受封于大封建主而成为“封臣”，而封建主阶级最下层的一个等级就被称为“骑士”。在中世纪早期，骑士的地位是非常低微的。但是这种情况在11世纪开始历时200年之久的8次十字军东征中大大改观，骑士阶层一跃称为欧洲一股强大的社会力量。中世纪的骑士制度恪守“忠君、护教、行侠”的信条，骑士们在学习武艺的同时也要学习礼仪、诗歌、音乐等。骑士要把荣誉看得高过一切，要在为封建主和“心仪的贵妇人”的冒险和效劳中获得功名。这些特征精确的体现在骑士文学中。
中世纪骑士文学对后世的影响非常深远。在19世纪浪漫主义文学盛行时期，很多诗人作家都从中汲取养分。尽管骑士文学中包含了种种宗教和封建礼法的因素，但曲折离奇的故事情节、神话般的浪漫情愫仍使得这些文学作品本身对后世的西方文学产生了深远的影响。

### 骑士抒情诗
骑士抒情诗最早产生于法国南部的普罗旺斯。普罗旺斯的诗歌是在宫廷中发展起来的，其形式多半借助民歌而演化。普罗旺斯的诗人是西方文学中最早出现的“遊唱詩人”，流传下来的有姓名的诗人有数百之多，但存留的作品很少。这些诗歌多半表现骑士对贵妇人的爱慕和崇拜，比如著名的“破晓歌”就是描述骑士与贵妇人幽会之后在破晓时分依依惜别的情景。13世纪初很多普罗旺斯诗人流亡国外，把抒情诗传统带到意大利，推动了文艺复兴时期诗歌的发展。
除法国普罗旺斯外，德国和西班牙也出现了一些骑士阶层的诗人。比较著名的包括德国的瓦爾特·馮·德·福格爾魏德、西班牙的伊尼科·洛佩斯·德·门多萨、胡安·德·梅纳等。

### 骑士传奇
骑士传奇是中世纪骑士文学的一个重要部分，英、法、德三国都有传奇名篇传世。骑士传奇的主题大都是骑士为了爱情、荣誉或宗教信仰，表现出冒险游侠的精神。
骑士传奇按照题材可以分为不同的系统。中世纪的骑士文学主要包括三个系统。
- 古代系统：一般是模仿古希腊罗马文学作品，如《亚历山大传奇（英语：Libro de Alexandre）》、《特洛伊传奇》、《埃涅阿斯传奇》等。这些传奇虽然写古希腊罗马故事，但它们的英雄却具有中世纪骑士的爱情观和荣誉观。
- 不列颠系统：一般是围绕古凯尔特王亚瑟的传说发展起来的，主要写亚瑟王和他的圆桌骑士的故事。这些故事在西欧国家流传非常广，法国诗人克雷蒂安·德·特魯瓦和德国行吟诗人沃爾夫拉姆·馮·埃申巴赫是这一类型传奇的代表作家。在15世纪的英国，出现了《亚瑟王之死》，是这一系统中成就最高的著作，全书包括八个故事，由诗人湯瑪斯·馬洛禮（英语：Thomas Malory）依照亚瑟王与圆桌骑士法文版的传奇翻译编纂而成
- 拜占庭系统：多以拜占庭流传的古希腊晚期故事写成。代表作品包括《奥迦生和尼哥雷特》

此外，除上述三大系统之外，西班牙的骑士传奇也非常繁荣。由于西班牙骑士传奇是在英、德、法骑士文学的影响下发展起来的，但由于时间上的推延受到了但丁和意大利抒情诗的影响，因此形成了自己独特的风格，和诗歌共同构成西班牙宫廷文学的面貌。西班牙骑士小说的典范之作是《阿马迪斯·德·高拉》，对后世的西班牙文学产生了极大影响。该书曾被视为培养完美骑士的教科书，就连对骑士小说深恶痛绝的米格爾·德·塞凡提斯也曾称赞这部小说的主人公“十全十美”。

## 城市文学
西欧各国从10世纪开始，由于手工业和农业的分工、商业的发展，产生了城市，并形成了从事工商业的市民阶层。12世纪，市民阶层力量逐渐强大，打破了教会对教育的垄断，开始开办非教会学校。尽管市民阶层不否定宗教信仰，但却对封建领主制度和天主教会的权威造成了极大的威胁。西欧许多国家的教会将市民阶层开办的非教会学校视为异端，并设立宗教裁判所，对世俗文化进行戕害和镇压。
中世纪城市文学的发展同城市斗争及“异端”思想有很密切关系，同时也适应了市民对文化娱乐的要求。城市文学多数是民间创作，有强烈的现实性和乐观精神，歌颂市民或农民个人机智和聪敏，反映了萌芽中的资产阶级的精神特征。其表现手法是讽刺，语言朴素生动，有时流于粗俗。
法国是西欧城市发展最早的国家之一，城市文学最发达。“韵文故事”是法国最流行的一种城市文学类型，其特点是故事性和讽刺性都很强。作品中无情的嘲讽骑士和僧侣的丑态，但同时也暴露市民阶层的贪婪自私。法国城市文学中成就最高的包括两部作品：《列那狐传奇》和《玫瑰传奇》。前者以动物世界隐喻人类社会，对法国文学的影响力巨大而持久，以至于在现代法语中“列那”一词已经成为一般名词，代替了“狐狸”这个单词。18世纪德国作家歌德对之十分推崇，并改写成德语叙事诗《列那狐》。而后者则采用寓意手法，没有曲折的情节，描写梦境、典雅的爱情等主题。这是西方文学中第一部描写梦境的作品，甚至影响到了20世纪的现代文学。
法国城市文学在抒情诗方面成就也很高。吕特勃夫是中世纪第一个优秀的市民抒情诗人，出身于社会下层。他的诗歌多半描写自己的贫苦生活，讽刺僧侣和贵族。弗朗索瓦·维永是这一时期成就最高的抒情诗人，他的传世之作《歌集》和《遗言集》风格亦庄亦谐。维永一生生活在痛苦与悲愤之中，但他的作品仍然能够超越自我和现实，以带着嘲弄的冷眼审视社会。
这一时期农民运动在文学上也有所反映。英国下级僧侣威廉·兰格伦的长诗《农夫皮尔斯》是英国农民運動的直接产物，在当时流行颇广。此外，英国流行的謠曲《罗宾汉謠曲》描写劫富济贫的绿林好汉的生活，表现了市民阶层反抗封建等级的精神面貌。罗宾汉的传说在14、15世纪流传很广。除英国外，在北欧的挪威出现了类似的艾尔吉尔传说，在瑞士出现了威廉·退尔传说，都反映农民抗暴斗争。

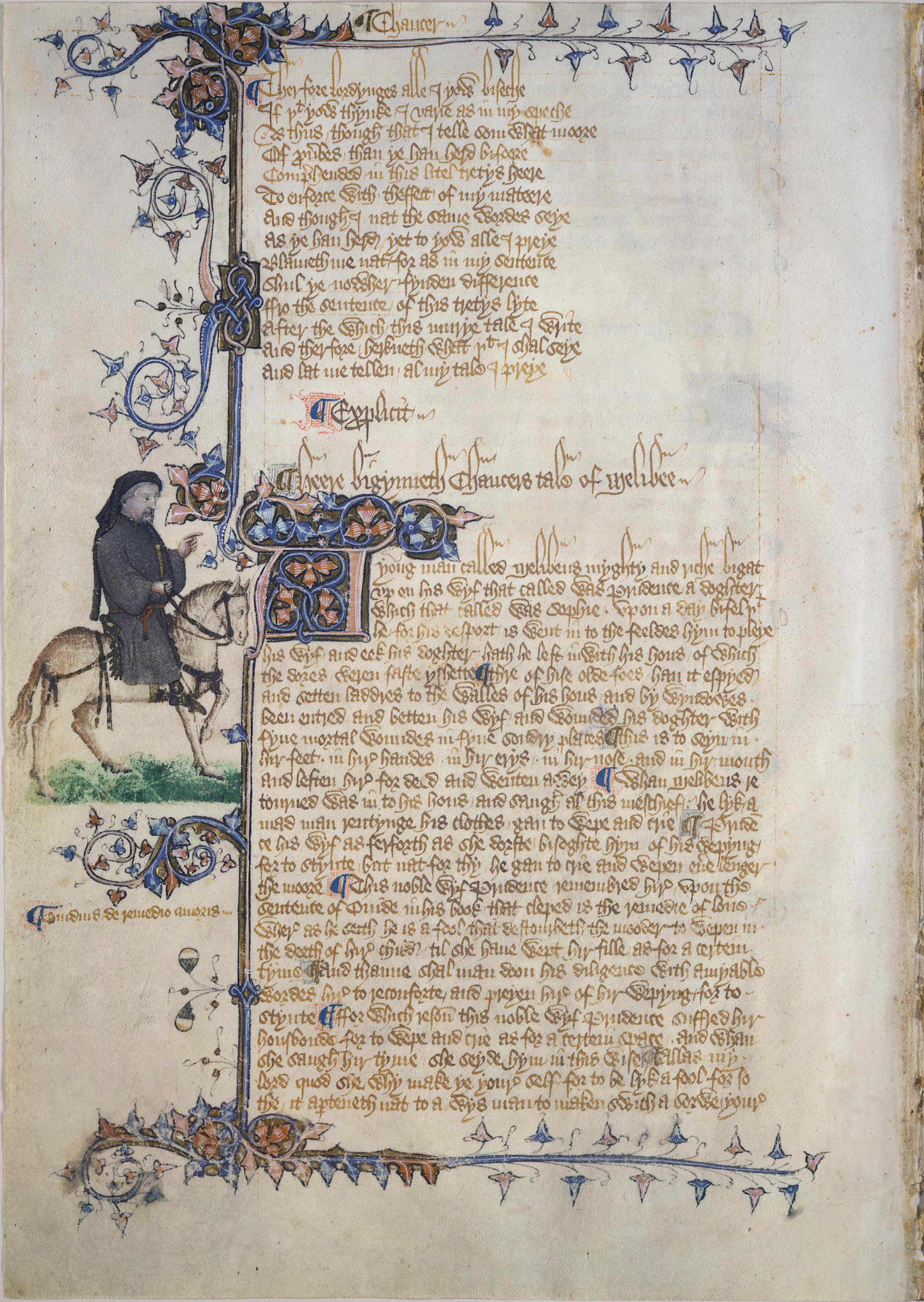
《坎特伯雷故事集》（埃爾斯米爾抄本）中所繪的杰弗里·乔叟像（15世紀早期）

杰弗里·乔叟是英国中世纪诗人，也是英国文学史中最伟大的诗人之一。乔叟开始写作时，意大利文艺复兴已经出现端倪，因此乔叟的创作受到但丁·阿利吉耶里、弗朗切斯科·彼特拉克和喬凡尼·薄伽丘的影响。他早期的诗作包括《公爵夫人之書》、《声誉之宫》和《百鸟议会》，受到法国市民文学影响较大。但乔叟最著名的作品则是《坎特伯雷故事集》。这部故事集是英国中世纪文学成就最高的市民文学，对后世西方文学产生的巨大的影响。
中世纪的市民戏剧也非常繁荣，主要类型包括独白剧、道德剧、傻子剧和笑剧四种体裁。这些不同的体裁在表现手法和内容题材上具很大的相似性，一般都以讽刺的笔法来表现市民阶层的精神面貌。法国的市民戏剧十分发达，甚至产生了两个具有全欧影响力的剧团“法院书记剧团”和“傻子剧团”。著名的剧作包括皮埃爾·格蘭戈爾的《傻王的把戏》和笑剧《巴特兰律师的笑剧》等。
15世纪后半期，西班牙戏剧达到了比欧洲其他国家都要成熟发达的水平，代表人物包括胡安·德爾·恩西纳和费尔南多·德·罗哈斯等。前者的成就主要体现在将中世纪简陋的宗教剧转变成具有文艺复兴特点的情节复杂的戏剧，而后者的代表作《塞莱斯蒂娜》是西班牙文学史上的名著，在文艺复兴时期被译成各种文字，广泛流传。

## 但丁和意大利诗歌

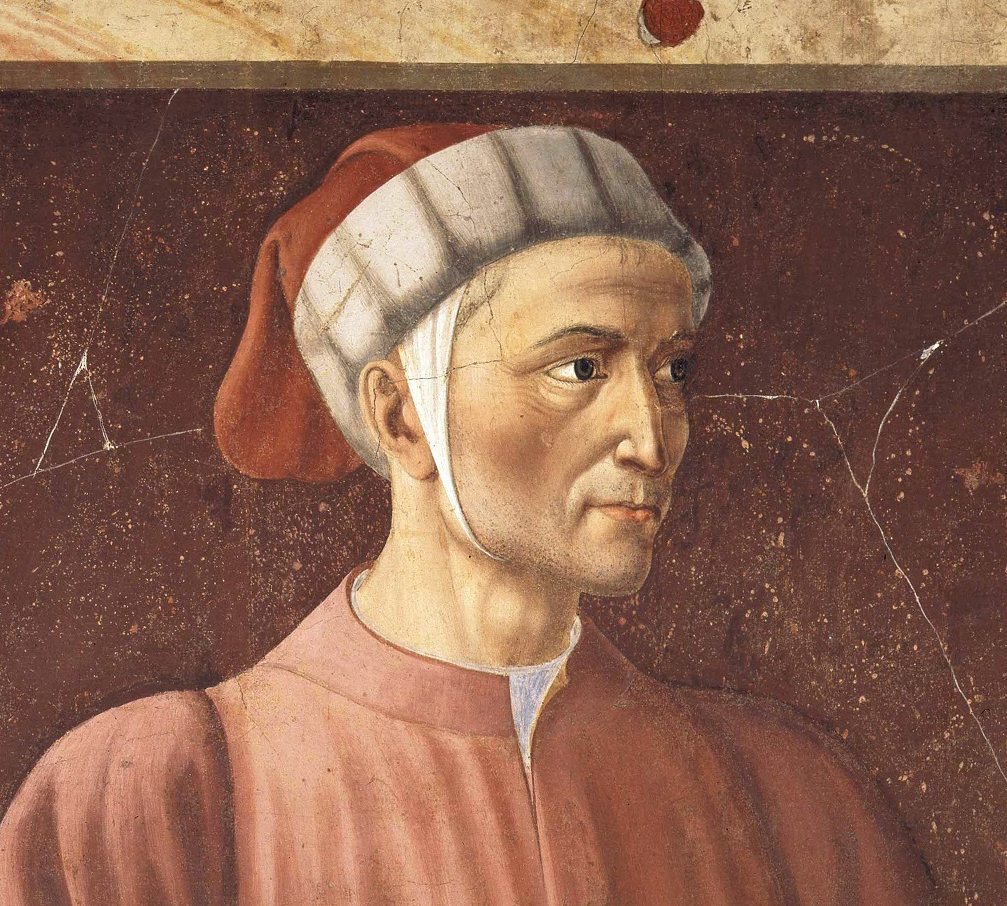
安德里亞·德爾·卡斯塔尼奧所繪但丁像

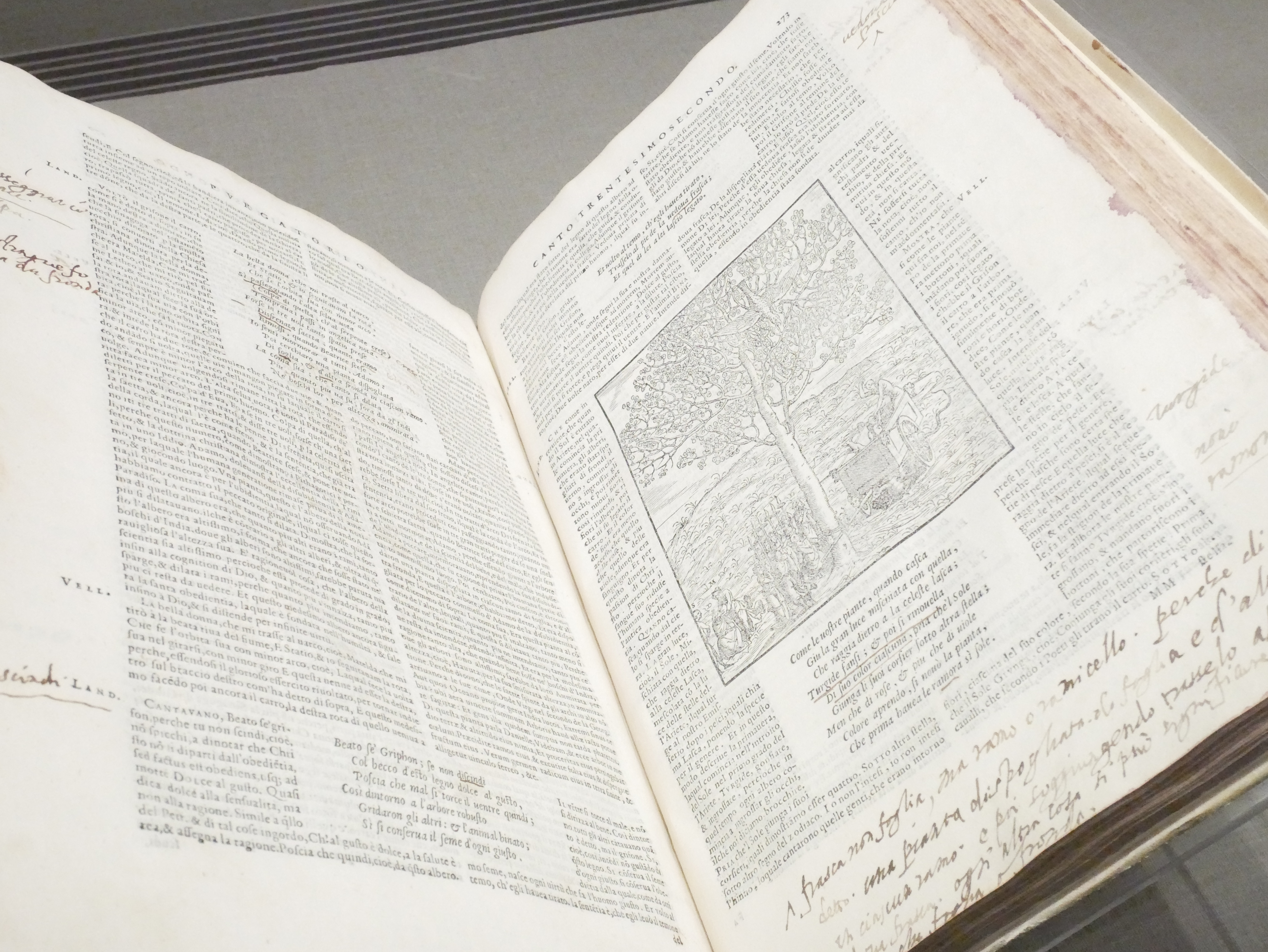
克里斯多福羅·蘭迪諾與亞歷山德羅·維爾盧泰洛所註解的《地獄 (但丁)》、《煉獄 (但丁)》與《天堂 (但丁)》（1564年）

中世纪意大利诗歌非常兴盛，产生了很多不同的派别，孕育了文艺复兴，并产生了伟大的诗人但丁·阿利吉耶里。
西西里诗派是意大利的第一个诗歌流派，在13世纪上半叶形成于西西里王国，代表诗人是賈科莫·達·倫蒂尼。这一流派汲取了法国普罗旺斯抒情诗在形式和格律上的特点，韵律优美，文采绮丽，但是基本只满足宫廷趣味，缺少活力和激情。托斯卡尼诗派在13世纪下半叶诞生于意大利中部的佛罗伦萨和比萨等城市，是意大利世俗文化和城市文学发展的中心。这一流派开拓了著名的「温柔的新体」诗，中心主题是歌颂女性和爱情，但不再描写骑士对贵妇的崇拜和忠诚，而是歌颂更真实的情感和更生动的形象。代表诗人包括圭多·圭尼泽利和吉多·卡瓦爾康蒂等。但丁早期也属于这种风格。
关于但丁·阿利吉耶里的创作是属于中世纪范畴还是属于文艺复兴范畴，学术界历来存在争议。尽管但丁的诗作仍然具有比较明显的宗教意味，但蕴涵的人文主義已经远远的超过同时代的其他诗人。但丁·阿利吉耶里是中世纪意大利最伟大的诗人。他早期的创作如《新生》等属于「温柔的新体」，主要颂扬他所爱的女子貝緹麗彩·坡提納里，带有强烈的神秘色彩，所使用的手法是中世纪惯用的梦幻、象征、寓意等。但丁最伟大的作品《神曲》写于1307年，分为《地獄》、《煉獄》和《天堂》三个部分，是西方文学历史上最伟大的作品之一。尽管诗中仍流露着但丁作为中世纪诗人的偏见，如认为信仰和神学高于理性和哲学等，但同时也流露出文艺复兴时期人文主义思想的曙光。此外，但丁对意大利语言的贡献也是巨大的，他的《神曲》就是用意大利俗语而非拉丁语写成，这使得但丁成为意大利的第一位民族诗人。